# Tapeinosperma multipunctatum
Tapeinosperma multipunctatum är en viveväxtart som beskrevs av André Guillaumin. Tapeinosperma multipunctatum ingår i släktet Tapeinosperma och familjen viveväxter. Inga underarter finns listade i Catalogue of Life.